# NGC 496
NGC 496 is een spiraalvormig sterrenstelsel in het sterrenbeeld Vissen. Het hemelobject ligt 250 miljoen lichtjaar van de Aarde verwijderd en werd op 12 september 1784 ontdekt door de Duits-Britse astronoom William Herschel.

## Synoniemen
- PGC 5061
- UGC 927
- MCG 5-4-36
- ZWG 502.60
- KUG 0120+332A
- IRAS01203+3316